# Halton Spartans
Gli Halton Spartans sono la squadra di football americano di Widnes, in Inghilterra; fondata nel 2014 come Runcorn Spartans, sono divenuti Halton Spartans l'anno successivo.

## Dettaglio stagioni

### Tornei nazionali

#### Campionato

##### BAFA NL
| Stagione | regular season | regular season | regular season | regular season | regular season | regular season | playoff | playoff | playoff | playoff | playoff | playoff   | playoff    |
|          | Vin            | Par            | Per            | Tot            | PF             | PS             | Vin     | Per     | Tot     | PF      | PS      | risultato | avversaria |
| -------- | -------------- | -------------- | -------------- | -------------- | -------------- | -------------- | ------- | ------- | ------- | ------- | ------- | --------- | ---------- |
| 2021     | 0              | 0              | 2              | 2              | 27             | 62             | -       | -       | -       | -       | -       | -         | -          |
| Totale   | 0              | 0              | 2              | 2              | 27             | 62             | -       | -       | -       | -       | -       |           |            |

Fonti: Enciclopedia del Football - A cura di Roberto Mezzetti

##### BAFA NL Division One
| Stagione | regular season | regular season | regular season | regular season | regular season | regular season | playoff | playoff | playoff | playoff | playoff | playoff   | playoff    |
|          | Vin            | Par            | Per            | Tot            | PF             | PS             | Vin     | Per     | Tot     | PF      | PS      | risultato | avversaria |
| -------- | -------------- | -------------- | -------------- | -------------- | -------------- | -------------- | ------- | ------- | ------- | ------- | ------- | --------- | ---------- |
| 2022     | 2              | 0              | 8              | 10             | 85             | 350            | -       | -       | -       | -       | -       | -         | -          |
| Totale   | 2              | 0              | 8              | 10             | 85             | 350            | -       | -       | -       | -       | -       |           |            |

Fonti: Enciclopedia del Football - A cura di Roberto Mezzetti

##### BAFA NL Division Two
| Stagione | regular season | regular season | regular season | regular season | regular season | regular season | playoff | playoff | playoff | playoff | playoff | playoff                              | playoff          |
|          | Vin            | Par            | Per            | Tot            | PF             | PS             | Vin     | Per     | Tot     | PF      | PS      | risultato                            | avversaria       |
| -------- | -------------- | -------------- | -------------- | -------------- | -------------- | -------------- | ------- | ------- | ------- | ------- | ------- | ------------------------------------ | ---------------- |
| 2015     | 5              | 0              | 5              | 10             | 180            | 213            | -       | -       | -       | -       | -       | -                                    | -                |
| 2016     | 6              | 0              | 4              | 10             | 269            | 230            | -       | -       | -       | -       | -       | -                                    | -                |
| 2017     | 4              | 0              | 6              | 10             | 211            | 184            | -       | -       | -       | -       | -       | -                                    | -                |
| 2018     | 6              | 1              | 1              | 8              | 233            | 61             | 0       | 1       | 1       | 6       | 16      | Quarti di finale Northern Conference | Birmingham Bulls |
| Totale   | 21             | 1              | 16             | 38             | 890            | 658            | 0       | 1       | 1       | 6       | 16      |                                      |                  |

Fonti: Enciclopedia del Football - A cura di Roberto Mezzetti

### Riepilogo fasi finali disputate
| Anno           | Luogo | Evento               | Fase del torneo                      | Incontro                           | Risultato |
| 12 agosto 2018 |       | BAFA NL Division Two | Quarti di finale Northern Conference | Birmingham Bulls - Halton Spartans | 16 - 6    |